# 和田彩花
和田彩花（1994年8月1日—）日本群馬縣出身的歌手、演員和声優、研究所学生。原為早安家族所屬團體ANGERME（前稱S/mileage）的隊長，已於2019年6月18日從團體中畢業。原Hello! pro EGG、守護甜心EGG!成員。血型為A型。身高162cm（截至2013年4月，記載於其個人部落格）。

## 個人簡歷
- 2004年
  - 在「ハロプロ エッグ オーディション2004」甄選會中合格，成為Hello!Project Egg成員之一。
- 2006年
  - 7月22日,23日 - 在代代木第一體育館舉行的Hello! Project巡迴演唱會中，以伴舞者身分登場。
  - 9月2日,3日 - 在SHIBUYA-AX舉行的鄉村少女組｡演唱會的安可上登場。
- 2007年
  - 5月13日 - 在涉谷C.C.Lemonホール舉行的「第1回Hello! Project新人公演」上登場。
  - 8月26日 - 在横浜BLITZ舉行的「第2回Hello! Project新人公演」上登場。
  - 9月2日、10月7日 - 在キッズステーション上播出的「特番！！ちゃお.TV～ハロプロエッグのプリンセス決定戦～」上登場。
  - 11月23日 - 在品川ステラボール舉行的「第3回Hello! Project新人公演」上登場。
- 2008年
  - 3月29日 - 在横浜BLITZ舉行的「第4回Hello! Project新人公演」上登場。
  - 4月20日 - 在「Berryz工房＆℃-ute 仲良しバトルコンサートツアー2008春～Berryz仮面 vs キューティーレンジャー～」上登場。
  - 5月25日 - 在サンストリート亀戸舉行的「ハロプロエッグデリバリーステーション!04」上登場。
  - 6月22日 - 出演在赤坂BLITZ舉行的「2008 Hello! Project 新人公演 6月 〜赤坂HOP〜」。
  - 9月20日 - 在御台場アクアアリーナ舉行的「しゅごキャラ！まつり」，被發表選為新團體「しゅごキャラエッグ！」的成員。
  - 9月23日 - 在メルパルクホール（東京）的「2008 Hello! Project 新人公演 9月 ～芝公園STEP!～」上登場，並首次在新人公演上單獨演唱(17の夏)。
  - 11月24日 - 在横浜BLITZ舉行的「2008 Hello! Project 新人公演11月～横浜JUMP!～」上登場。
- 2009年
  - 4月4,5日 - 在横浜BLITZ舉行的「2009 Hello! Project 新人公演4月 ～横浜HOP!～」上登場，並有機會單獨演唱トロピカ～ル恋して～る；同時被發表與小川紗季、福田花音及前田憂佳將組成新團體。
  - 5月27日 - 在守護者4的Single『おまかせ♪ガーディアン』中，以守護甜心EGG!成員身份參與演唱おまかせ♪ガーディアン(しゅごキャラエッグVersion)。
  - 6月6日 - 在Dohhh UP!發佈的真野惠里菜單曲『世界は サマー・パーティ』的PV中，跟小川紗季、福田花音及前田憂佳以伴舞者身份出現。
  - 6月7日 - 在中野サンプラザホール舉行的「2009 Hello! Project 新人公演6月～中野STEP!～」中演出；會場同時販賣以和田為隊長的S／mileage的獨立製片出道單曲「ぁまのじゃく」。
  - 7月15日 - 以ＺＹＸ－α成員身份參與チャンプル～ハッピーマリッジソングカバー集～中的未来予想図II～
  - 9月2日 - 在守護者4的Single『School Days』中，以守護甜心EGG!成員身份參與演唱School Days(しゅごキャラエッグVersion)。
  - 9月23日 - 在横浜BLITZ舉行的「2009 Hello! Project 新人公演9月～横浜JUMP!」中演出；會場同時販賣以和田為隊長的S／mileage的獨立製片單曲「あすはデートなのに、今すぐ声が聞きたい」。
  - 9月30日 - 應援出演真野惠里菜4th單曲「この胸のときめきを」發售記念活动(御台場)。
  - 10月4日 - 應援出演真野惠里菜4th單曲「この胸のときめきを」發售記念活动(東京)。
  - 10月10,12日 - 出演「2009年秋季エッグ研修発表会～女優宣言～」
  - 11月11日~19日 - 出演舞台劇「恋するハローキティ」
  - 11月23日 - 在横浜BLITZ舉行的「2009 Hello! Project 新人公演11月～横浜FIRE!～」中演出。
  - 12月28日 - 在GREE開設部落格。
- 2010年
  - 2月26日 - 開設スマイレージ官方網站及官方 Twitter 帳戶。
  - 2月28日 - 以嘉賓身份參加2010年ハロプロ エッグ ノリメンLIVE 2月。
  - 2月28日 - 制作人淳君決定，從2/28～3/25，スマイレージ必須收集到10000張笑容的照片，作爲出道條件。
  - 3月14日 - 在「スペシャ兒ジョイント2010春 〜感謝満開！真野恵裏菜2周年突入＆S/mileageメジャーデビューへ桜咲け！ライブ〜」的會場首次販賣スマイレージ獨立制作的第四張單曲「オトナになるって難しい！！！」。
  - 3月27日 - 于2010ハロー！プロジェクト新人公演3月～橫浜GOLD!～從Hello! Project Egg卒業。
  - 4月4日-爲《變身！公主偶像》中的雪森蘋果配音[2]。
  - 5月26日 - 以團體S/mileage的名義出道，正式發售單曲《夢見る15歳》。

## 演出

### 電視節目
- 特番!!ちゃお.TV〜ハロプロエッグのプリンセス決定戦〜（2007年9月2日及10月7日、KIDS STATION）
- テストの花道（2010年、NHK教育、毎週六9：25～9：55） - 固定班底。
- 出動!バンジーP（2010年、名古屋電視台） - 固定班底。
- おはスタ（2010年6月7日-11日、東京電視系）
- 「テストの寄り道」（NHK教育、不定期出演）
- ハロー!SATOYAMAライフ（2012年、東京電視台）
- チャージ730!（2015年4月2日-9月24日、東京電視系、逢星期四） - 以「チャージガール!」身份擔當天氣預報小姐。

### 電視劇集
- 5年後のラブレター（2010年、BeeTV、TBS電視台） - 飾神崎麻衣（童年）
- 數學女子學園（2012年1月11日 - 3月28日、日本電視台） - 飾天現寺空

### 電視動畫
- 變身！公主偶像（2010年 - 、東京電視系） - 飾雪森蘋果

### 連載
- スマイレージ和田彩花のアートマイレージ（2011年8月9日 - 11月17日、47NEWS）[3]
- UP to Boy「いまさらDAWA♡」（2012年6月 - 2013年2月、ワニブックス）
- PHPビジネスオンライン 衆知「乙女の絵画案内」（2013年9月27日 - 2014年2月7日[4]、PHP研究所）

### 舞台劇
- しゅごキャラ！（2009年）
- 恋するハローキティ（2009年）
- もしも国民が首相を選んだら（2013年4月24日-30日）

## 作品

### DVD
- 彩花（2011年3月2日、hachama）
- Aya（2012年3月7日、hachama）
- Vivid Flower（2012年12月21日、アップフロントワークス） - e-LineUP!期間限定發售。
- The Season（2014年7月、アップフロントワークス） - e-LineUP!期間限定發售。

## 書籍
- 乙女の絵画案内（2014年3月15日、PHP研究所） - ISBN 978-4-569-81799-6。

### 寫真集
- 和田彩花 16（2011年2月25日、ワニブックス、撮影：佐藤裕之）
- 彩-aya-（2012年2月15日、ワニブックス、撮影：西田幸樹）

## 參與團體
- Hello! pro EGG(2004年 - 2010年3月)
- S/mileage (2009年 - )

### 企劃團體
- 守護甜心EGG! (2008年9月 - 2009年9月)
- リルぷりっ（2010年 - ）
- ピーベリー（2012年 - ）

### 洗牌團體
- ZYX-α（2009年 - ）
- ハロー!プロジェクト モベキマス（2011年）

## 外部連結
- 和田彩花官方部落格（页面存档备份，存于）
- 和田彩花twitter部落格（页面存档备份，存于）
- S/mileage官网（日文）
- 和田彩花早安家族私設族譜[1]

1. ↑  版權使用GFDL，因此內容可與維基百科互通。